# Thioaceton
Thioaceton is een organozwavelverbinding met de chemische formule (CH3)2CS. Het is een onstabiele oranje of bruine stof die alleen bij lage temperaturen kan worden geïsoleerd. Boven −20 °C wordt thioaceton gemakkelijk omgezet in een polymeer en een trimeer, trithioaceton. Het heeft een extreem krachtige, onaangename geur. Daarom wordt thioaceton beschouwd als de slechtst ruikende chemische stof.
Thioaceton werd voor het eerst verkregen in 1889 door Baumann en Fromm, als een kleine onzuiverheid in hun synthese van trithioaceton.

## Bereiding
Thioaceton wordt gewoonlijk verkregen door het cyclische trimeer trithioaceton te kraken. Het trimeer wordt bereid door pyrolyse van allylisopropylsulfide of door aceton te behandelen met waterstofsulfide in aanwezigheid van een lewiszuur. Het trimeer wordt gekraakt bij 500–600 °C om zo het thion te geven.

## Polymerisatie
In tegenstelling tot het zuurstofanalogon aceton, dat niet gemakkelijk polymeriseert, polymeriseert thioaceton zelfs bij zeer lage temperaturen. Het maakt daarbij trouwens niet uit of thioaceton zuiver of opgelost in ether of ethyleenoxide voorkomt.
De gemiddelde molecuulmassa van het polymeer varieert van 2.000 tot 14.000. Dit is afhankelijk van de bereidingsmethode, temperatuur en aanwezigheid van het thioënoltautomeer. Het polymeer smelt in het bereik van ongeveer 70 °C tot 125 °C. Polymerisatie wordt bevorderd door vrije radicalen en licht.
Het cyclische trimeer van thioaceton (trithioaceton) is een witte of kleurloze verbinding met een smeltpunt van 24 °C. Het heeft ook een onaangename geur.

## Slechte geur
Thioaceton heeft een intens vieze geur. Zoals veel organozwavelverbindingen met een lage molecuulmassa, is de geur krachtig en kan deze zelfs worden gedetecteerd wanneer ze sterk worden verdund. In 1889 had een poging om de chemische stof te destilleren in de Duitse stad Freiburg tot gevolg dat mensen moesten braken, misselijk werden of zelfs het bewustzijn verloren in een gebied met een straal van 750 meter rond het laboratorium vanwege de geur. Britse chemici van de Whitehall Soap Works in Leeds merkten in een rapport uit 1890 op dat verdunning de geur erger leek te maken en beschreven de geur als "angstaanjagend". Thioaceton wordt als een gevaarlijke chemische stof beschouwd vanwege de extreem vieze geur, het vermogen om mensen bewusteloos te maken en braken op te wekken.